# Stilobezzia nitela
Stilobezzia nitela är en tvåvingeart som beskrevs av Yu 2005. Stilobezzia nitela ingår i släktet Stilobezzia och familjen svidknott.
Artens utbredningsområde är Vietnam. Inga underarter finns listade i Catalogue of Life.